# Renato Kaiser

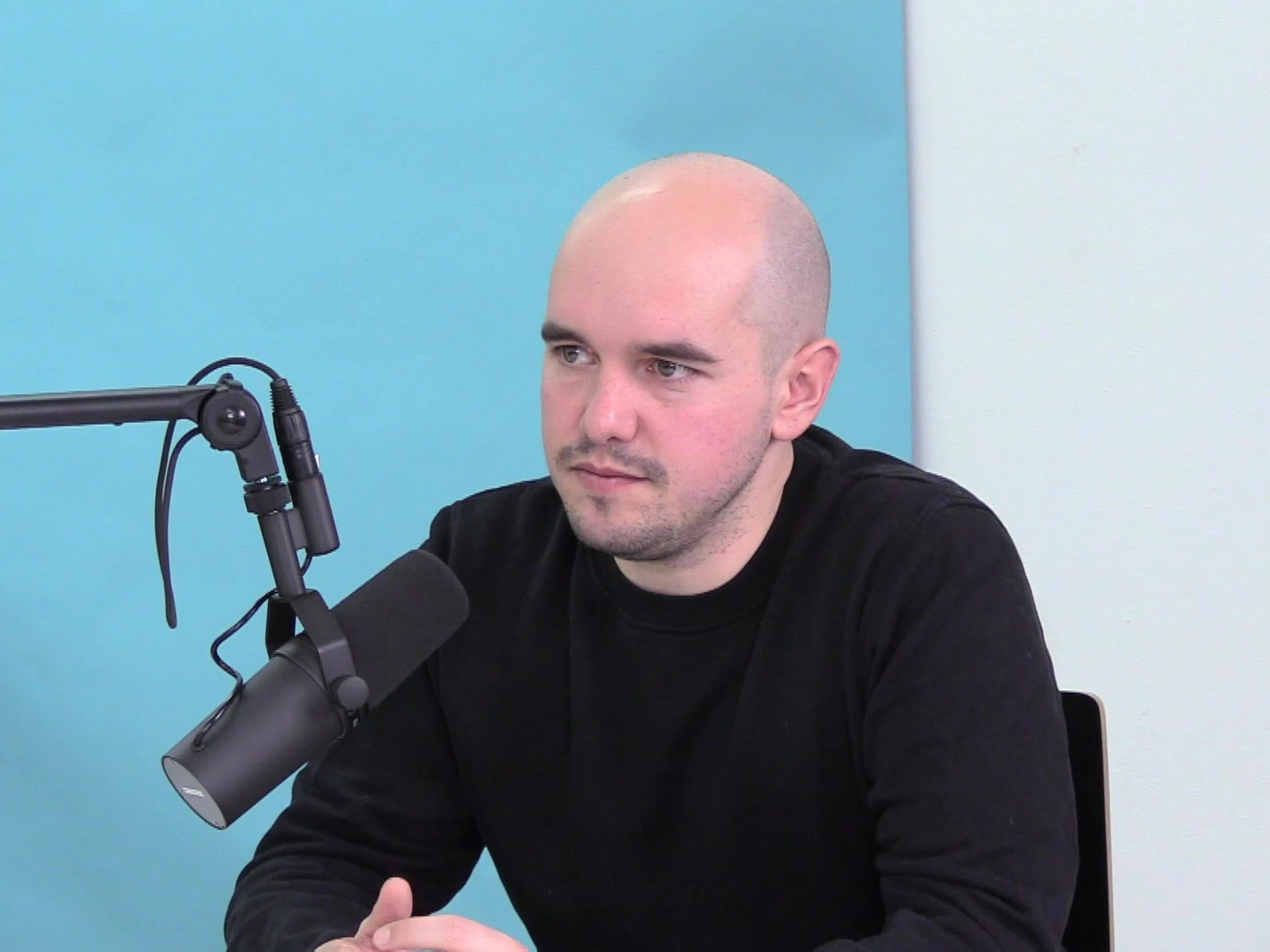
Renato Kaiser (2021)

Renato Kaiser (* 20. November 1985 in Goldach SG) ist Schweizer Satiriker, Stand-up-Comedian, Kabarettist und Moderator.

## Leben
Seit 2005 steht Renato Kaiser auf der Bühne. Gestartet als Poetry-Slammer wurde er 2012 Poetry-Slam-Schweizermeister. Von 2010 bis 2012 trat er in seinem ersten abendfüllenden Programm «Er war nicht so – ein Nachruf» auf. Von 2013 bis 2016 lief sein zweites Programm «INTEGRATIONAL – Ein Abend für Schweizer, Deutsche, Ostschweizer, Löwenzähne und andere Randgruppen». Weitere Bekanntheit erlangt er durch seine satirischen YouTube-Videos, die er bis heute regelmässig teilt.
Im Herbst 2016 präsentierte er sein Programm «Renato Kaiser in der Kommentarspalte – Satire mit Hirn und Herz».
Kaiser gehört seit 2018 zum Team der Satire-Sendung Zytlupe bei Radio SRF 1. Zudem war er 2019 Teil der Late-Night-Sendung Late Update mit Michael Elsener beim Fernsehsender SRF 1. Er war zwischen 2019 und 2023 mehrmals bei der Late-Night-Sendung Deville zu Gast. 
2019 moderierte er bei SRF 1 die Fernsehsendung «Tabu». Im Rahmen der Sendung verbrachte Kaiser pro Episode vier Tage mit vier Menschen, welche zu einer Randgruppe zählen oder als Minderheit wahrgenommen werden. Diese Erlebnisse verarbeitet er in einem kurzen Stand-up-Bühnenprogramm. 2020 ging er mit dem Programm «HILFE» auf Tour. Seit September 2022 betreibt er einen wöchentlichen Podcast gemeinsam mit Jane Mumford namens Mumford & Kaiser. Dieser wurde im 2024 zweimal als eine live-Version im Kaufleuten Zürich aufgenommen. Unter dem Namen Mumford & Kaiser. & Friends. Gast war Anna Rosenwasser und danach Fatima Moumouni. 
In der Saison 2023/2024 tourte Renato Kaiser mit seinem Solo-Programm «NEU» durch die Schweiz. Regie führte Manuel Gübeli.

## Auszeichnungen
- 2012: Förderpreis der St. Gallischen Kulturstiftung
- 2013: Förderpreis der internationalen Bodenseekonferenz
- 2019: Prix Walo, Kabarett/Comedy
- 2020: Salzburger Stier (für die Schweiz)